# Anitta (rey)
Anitta fue un rey de Kussara y Nesa del siglo XVIII a. C., considerado por los especialistas antecesor de los reyes hititas. Sometió a varios Estados limítrofes hasta alcanzar la hegemonía en la región. Tuvo su capital en Nesa, ciudad que fortificó y en la que construyó templos a sus principales deidades.

## Reinado

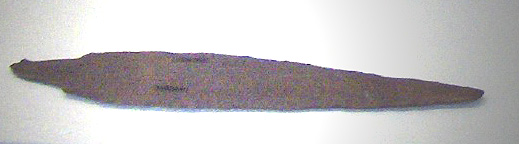
Daga del príncipe Anitta en el museo de las civilizaciones de Anatolia.

Anitta vivió en el siglo XVIII a. C. Fue hijo de Pithana, rey de Kussara y conquistador de Nesa, a quien sucedió. No se sabe si fue él o su padre quien fijó la capital en esta última ciudad, aunque es probable que fuera Pithana.
Tras establecerse en el trono, Anitta prosiguió la expansión iniciada por su padre. Conquista Ullama, Harkiuna, Washaniya y quizá Tegarama, consagrando sus territorios al Dios de la Tempestad, lo que significaba que nadie podía volver a poblarlas. La mayoría de estas ciudades o Estados estaban en la cuenca del Kizil Irmak o en sus proximidades. En posteriores campañas llegó hasta Zalpa, en la costa del mar Negro. La destrucción de Hattusa está atestiguada arqueológicamente en el nivel IVd de Boğazkale, que se corresponde con el nivel Ib de Kültepe.
Debió afrontar una alianza militar de varios Estados encabezada por el rey de Hattusa, Piyusti, y el de Zalpa, Huzziya. Anitta hizo prisionero a este último y lo condujo a Nesa. Hattusa fue asediada y tomada en un asalto nocturno después de que su defensa se debilitase por el hambre. En represalia, sembró malas hierbas en el territorio de la ciudad y prohibió que fuese repoblada, sellando su proclama con una maldición.
Por último, se enfrentó al príncipe de Salatiwara, que avanzó con su ejército hasta acampar a orillas del río Hulana. La ciudad fue incendiada, bien por Anitta, bien por orden del propio príncipe de Salatiwara, por lo que el rey de Nesa pudo o no haber obtenido botín de esta campaña.
Tras esta conquista, el rey de Purushanda, para evitar que su ciudad fuese saqueada, se rindió a Anitta, entregándole un trono y un cetro de hierro. Con estos regalos quizá reconocía a Anitta con el título, que hasta ese momento había ostentado él mismo, de gran rey. Anitta lo trató con deferencia, aunque lo sometió a vasallaje, quizá manteniéndolo en la misma ciudad o en otro territorio.
Anitta reinó en Nesa aproximadamente entre los años 1740 y 1725 a. C.

## Consecuencias
Anitta transformó una región que antes de su reinado había estado formada por pequeños Estados independientes en un Estado territorial unificado. Algunas ciudades como Hattusa habían dejado de existir; otras estaban bajo el mando de vasallos. Sin embargo, la unidad se debió quebrar después de su reinado. Las tablillas capadocias muestran que las disputas entre los reinos se acentuaron menos de una generación después. Esto condujo a que los comerciantes asirios abandonaran las colonias anatólicas y, con ellos, desaparecieran los textos escritos. Paradójicamente, los éxitos de Anitta llevaron a la desintegración de los Estados anatólicos y al fin del comercio asirio.

## Actividad edilicia
Con el botín que consiguió en sus campañas militares, fortificó su capital, Nesa, y edificó varios templos. El propio Anitta mencionó los templos de la diosa Halmasuit, el del Dios de la Tempestad y el del dios Siu. La estatua de este último fue recuperada en el asalto a Zalpa, a donde había sido llevada por Uhna, un rey de Zalpa anterior a Huzziya.
En 1954 se descubrió en Kültepe una punta de daga, puñal o lanza con la inscripción É GAL A-ni-ta ru-bā-im, traducida al español «palacio de Anitta, el rey» o «palacio del príncipe Anitta», lo que podría indicar la ubicación de su palacio en la ciudad de Nesa.

## Proclamación de Anitta
La Proclamación de Anitta es una inscripción conservada en tres copias fragmentarias, una del siglo XVI a. C. y otras dos del XIII a. C., hechas a partir de un original probablemente escrito en lengua hitita. Narra las conquistas de Anitta en Anatolia central de los miembros de la dinastía de Kussara, la toma de la ciudad de Nesa por su padre, Pithana, y el reconocimiento del rey de Purushanda de la superioridad de Anitta.
El texto presenta rudimentariamente las características propias de los textos históricos hititas: la precisa sucesión cronológica de los hechos que conducen a un clímax final, que resulta ser el acontecimiento más importante.
Gerd Steiner, en 1984, propuso que el texto que se ha conservado es una composición de tres documentos: la prohibición de poblar ciertos lugares, la destrucción de Hattusa y los privilegios concedidos al rey de Purushanda. Sin embargo, Onofrio Carruba al año siguiente defendió la unidad textual originaria del conjunto que supone la exaltación de la ciudad de Nesa.